# Flèche wallonne 1948
La Flèche wallonne 1948, 12e édition de la course, a lieu le 21 avril 1948 sur un parcours de 234 km. La victoire revient à l'Italien Fermo Camellini, qui a terminé la course en 6 h 46 min 06 s, devant les Belges Alberic Schotte et Camille Beeckman.
Sur la ligne d’arrivée à Liège, 46 des 125 coureurs au départ à Charleroi ont terminé la course. La course est l'une des épreuves comptant pour le Challenge Desgrange-Colombo.

## Classement final
| #  | Coureur           | Équipe             |    | Temps           |
| -- | ----------------- | ------------------ | -- | --------------- |
| 1  | Fermo Camellini   | Métropole          | en | 6 h 46 min 06 s |
| 2  | Alberic Schotte   | Alcyon-Dunlop      | +  | 3 min 16 s      |
| 3  | Camille Beeckman  | Rochet-Dunlop      |    | 3 min 16 s      |
| 4  | Lucien Lauk       | Métropole          |    | 3 min 37 s      |
| 5  | Adolf Verschueren | Mercier-Hutchinson |    | 5 min 44 s      |
| 6  | Maurice Mollin    | Huyberechts        |    | 5 min 44 s      |
| 7  | Achiel Buysse     | Thompson           |    | 5 min 44 s      |
| 8  | Gerard Buyl       | Carrara            |    | 5 min 44 s      |
| 9  | Giuseppe Cerami   | Métropole          |    | 5 min 44 s      |
| 10 | Albert Ramon      | B. Faure           |    | 5 min 44 s      |